# Липецкий театр кукол
Ли́пецкий госуда́рственный теа́тр ку́кол — театр в Липецке. Находится в Правобережном округе на улице Гагарина, 74.
Основан в 1962 году. Артисты театра выступали на разных сценах, так как стационарной не было. Она появилась лишь в феврале 1998 года. Под Театр кукол отдали Дворец культуры Трубного завода на улице Гагарина, 74. Здание было построено в 1950 году и сегодня имеет статус памятника архитектуры. В 2006—2008 года его отреставрировали; открытие состоялось 2 октября. За это время также была полностью модернизирована сцена, в зрительном зале установлены 188 новых кресел.

## Репертуар
В репертуаре театра — около 30 спектаклей. Среди них:
- «Ищи ветра в поле»
- «Тигрёнок Петрик»
- «Медвежонок Римтимти»
- «Дед и Журавль»
- «Большой Иван»
- «Трубадур и его друзья»
- «Кошкин дом»
- «Золотой цыпленок»
- «Слонёнок»
- «Теремок»
- «Кот в сапогах»
- и другие.

## Руководство
- Директор — Янко Филипп Михайлович
- Художественный руководитель — заслуженный артист РФ Пономарёв Олег Витальевич